# Административно деление на Мавриций
Главният остров Мавриций е разделен на 9 окръга, всеки от който е допълнително поделен на общини. Районите са:
1. Блек Ривър (Столица: Тамарин)
2. Флак (Сентре де Флак)
3. Гранд Порт (Махебург)
4. Мока (Мока)
5. Памплемус (Триолет)
6. Плейнс Уилхемс (Роуз Хил)
7. Порт Луи (Порт Луи)
8. Ривиер ду Ремпарт (Мапу)
9. Саване (Суилак)

Един остров и две островни групи са зависими територии, принадлежащи на Мавриций. Това са:
1. Острови Агалега
2. Острови Кардагос-Карахос
3. Остров Родригес